# Privolž'e
Privolž'e (in russo Приволжье?) è un villaggio dell'oblast' di Samara in Russia; è il centro amministrativo del distretto Privolžskij.
Si trova sulla riva sinistra del Volga (bacino di Saratov), 110 km a sud-ovest di Samara e a 35 km da Syzran'.